# Shūji Nakamura
Shūji Nakamura (中村 修二 Nakamura Shūji?) ( 22 de mayo de 1954, Seto (Ehime), Japón) es un ingeniero e inventor japonés. Por sus investigaciones recibió en 2014 el Premio Nobel de Física, junto a Isamu Akasaki y Hiroshi Amano, «por la invención de eficientes diodos de emisión de luz azules, que han hecho posibles las fuentes de luz blanca brillantes y de bajo consumo». Es  profesor de la Universidad de California en Santa Bárbara (UCSB).

## Biografía
Nakamura se graduó en la Universidad de Tokushima en 1977 en Ingeniería electrónica obteniendo una maestría en la misma materia dos años más tarde. Después se unió en la Corporación Nichia. En esa etapa inventó el primer led GaN de alto brillo.
También es inventor de los diodos emisores de luz azules (dando paso al desarrollo de los led blancos), lo que ha permitido su utilización como fuente de iluminación. Desarrolló asimismo el led ultravioleta, el cual permite la esterilización del agua potable, lo que puede suponer una gran mejora en las condiciones de vida y de salud de decenas de millones de personas del Tercer Mundo. Otro de sus grandes logros es el láser azul, con importantes aplicaciones en la optoelectrónica y el almacenamiento de datos. Este láser ha dado lugar a la tecnología blu-ray, mediante la cual es posible quintuplicar el volumen de información almacenado en dispositivos como el DVD. Ha publicado 390 artículos en revistas científicas del más alto prestigio, que han sido referenciados 18.936 veces por sus colegas, derivando en un excepcional índice h de 108. Asimismo, tiene 448 patentes aprobadas o en vías de tramitación.

## Premios y reconocimientos[2]
- Premio Nobel de Física (2014) junto a Isamu Akasaki y Hiroshi Amano
- Premio Principe de Asturias de Innovación Científica y Técnica (España, 2008)
- Premio de Tecnología del Milenio (2006), por el desarrollo de nuevas y revolucionarias fuentes lumínicas, los diodos luminosos (led) azul, verde y blanco, y la luz láser azul.
- Premio de la Society for Information Display (EE. UU., 1996)
- Premio de Electrónica Cuántica (Instituto de Ingenieros Eléctricos y Electrónicos, EE. UU., 2002)
- Premio Rank Prize (Reino Unido, 1998)
- Medalla Benjamin Franklin (EE. UU., 2002).